# Harkishan Singh Surjeet
Harkishan Singh Surjeet (ur. 23 marca 1916, zm. 1 sierpnia 2008) – indyjski polityk, sekretarz generalny Komunistycznej Partii Indii (Marksistowskiej).
Urodził się w rodzinie Bassi Jat w Bandala, a karierę polityczną rozpoczął w narodowym ruchu wyzwolenia. W 1936 roku wstąpił do Komunistycznej Partii Indii. Był współzałożycielem firmy z Kisan Sabha w Delhi. Publikował swoje teksty w Dukhi Duniya i Chingari. Podczas wojny, Surjeet był więziony przez władze kolonialne, po wojnie przez cztery lata ukrywał się.
W latach późniejszych był członkiem Prezydium Politycznego partii komunistycznej i jej sekretarzem. 
Zmarł w wieku 92 lat.

## Źródła internetowe
- Nine to none, founders’ era ends in CPM (ang.)